# (72665) 2001 FQ49
(72665) 2001 FQ49 – planetoida z pasa głównego asteroid okrążająca Słońce w ciągu 5,62 lat w średniej odległości 3,16 j.a. Odkryta 18 marca 2001 roku.